# Sténose

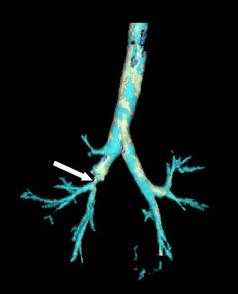
CT scan d'une sténose aux bronches

Une sténose, du grec στένωσις « rétrécissement » , dérivé de στενός (sténos, étroit), est une modification anatomique qui se traduit par un rétrécissement d'une structure (canal, vaisseau). Ainsi, la sténose aortique est un rétrécissement de la valve aortique.

## Types de sténoses

### Ténosynovite sténosante
- Ténosynovite sténosante, dont la maladie de De Quervain, le syndrome des loges et le « doigt en gâchette » (anglais : trigger finger) ou à ressaut.

### Craniosténose
- Craniosténose : rétrécissement du crâne dû à une fermeture prématurée des sutures du crâne (métopique, sagittale, coronale).

### Sténose œsophagienne
- Sténose de l’œsophage : elle peut avoir différentes origines, comme un cancer ou une œsophagite se développant à la suite d'une ingestion accidentelle ou volontaire de produits caustiques, le plus souvent de la soude. Lorsqu'elles se développent, ces sténoses sont responsables de troubles plus ou moins sévères de la déglutition, ce qui engendre un amaigrissement rapide et une dénutrition. Lorsque la sténose est bénigne (œsophagite caustique), le traitement de première intention est une dilatation endoscopique de la sténose, avec un ballonnet ou une prothèse auto-expansible et extractible. En cas de récidives multiples de la sténose, la chirurgie est indiquée en seconde intention si le patient est physiquement apte à recevoir le traitement, et psychiatriquement stabilisé (dans les cas où la sténose résulte d'une ingestion volontaire de produit caustique). Elle consiste généralement à retirer la partie de l’œsophage touchée et à la remplacer par un transplant gastrique (gastroplastie) ou colique (coloplastie), voire éventuellement par transplantation d'une portion de jéjunum. En cas de sténose maligne, la chirurgie est indiquée, parfois après chimiothérapie, si la tumeur est à un stade précoce. Lorsque le stade est avancé ou que l'opération est contre-indiquée pour des raisons liées aux conséquences de l'alcoolisme ou du tabagisme d'un patient, la continuité digestive est rétablie à l'aide de prothèses endoscopiques (stents auto-expansibles à mémoire de forme) au titre de soins palliatifs, afin de permettre au patient de se réalimenter. Cette option peut toutefois engendrer de sévères douleurs tant que la prothèse est en place, rendant nécessaire l'utilisation d'antalgiques puissants comme la morphine et ses composés apparentés (oxycodone, oxymorphone, etc).

### Autres
Les sténoses peuvent atteindre de nombreux conduits :
- bronches
- trachée
- vaisseaux sanguins (veines, artères)
- voies lacrymales (cette sténose entraîne un larmoiement chronique connu sous le nom d'épiphora)
- vagin
- etc.